# Jindřich Brabec
Jindřich Brabec (25. května 1933 Praha – 5. července 2001 tamtéž) byl český hudební skladatel, aranžér a publicista.
Je autorem mnoha písní, nejznámější jsou skladby „Modlitba pro Martu“ (1968, text Petr Rada) nebo „Malovaný džbánku“. Jeho další tvorba byla často poplatná požadavkům režimu.
V letech 1965–71 pracoval jako dramaturg Tanečního orchestru Československého rozhlasu a Jazzového orchestru Československého rozhlasu. Později vedoucí a dramaturg souboru Ústředního výboru Socialistického svazu mládeže Plameny.
Byl úspěšný v hudebních soutěžích a dobových přehlídkách, získal ceny Bratislavská lyra 1967, 1968, 1969, 1974, 1978, Děčínská kotva 1968, 1970, 1971, 1972, 1979, 1980 (současně se podílel na organizaci těchto festivalů), dále soutěž vojenských souborů Zlatý palcát 1981, v zahraničí získal cenu kritiky festivalu ve Splitu, Grand Prix Sopoty 1977 a 1978, Drážďany 1979 atd. Mimo to množství cen obdržel v normalizačně propagandistických soutěžích Písničky pro Hvězdu nebo Písničky pro májovou Prahu
Za svojí práci v získal řadu cen, například Čestný odznak Socialistického svazu mládeže, Zlatou medailí Za socialistickou výchovu SSM, Cenu Českého hudebního fondu (1977), Medaili k Roku české hudby (1984), Prix Bohemia (1985), Cenu Antonína Zápotockého (za cyklus kantát Píseň o zemi a lidech, 1986); národní cenu ČSR 1987 za muzikál Marné cesty holubů.
Manžel profesorky Radoslavy Kvapilové Brabcové, lingvistky a bývalé rektorky Literární akademie Josefa Škvoreckého.